# Британишский, Лев Романович
Лев Романович Британишский (паспортное отчество Рувимович, действительное Рувелевич; 4 августа 1897, Кронштадт, Санкт-Петербургская губерния — 8 мая 1971, Ленинград) — советский художник, живописец и график, керамист.

## Биография и творчество
Родился 22 июля (4 августа) 1897 в Кронштадте. Сын золотых дел мастера Рувеля Британишского (ок. 1865 — 1901), предки которого происходили из Виленской губернии.

### Образование
- С 1910 года учился в рисовальной школе Общества поощрения художеств, графику в школе преподавал И. Я. Билибин.
- В 1912—1915 годах бесплатные частные уроки Л. Британишскому давал П. П. Чистяков (письма Л. Британишского к П. П. Чистякову хранятся в фонде П. П. Чистякова в ГТГ).
- В 1915 году поступил в училище барона Штиглица, помогла ему рекомендательная записка Ильи Репина (сохранилась[где?]). Это училище (ВУТР) окончил в 1922 году.
- С 1918 года одновременно учился в Свободных художественных мастерских (б. Академия Художеств), в мастерской К. С. Петрова-Водкина. Уроки живописи по фарфору брал у С. Чехонина. Академию Художеств окончил в 1923 году (протокол о присуждении диплома 9 мая 1923 года — в архиве Академии Художеств).

### Деятельность
Весной 1917 года состоял в обществе «Молодое искусство». В 1924 году участвовал в выставке молодых художников Ленинграда. С 1926 один из членов-учредителей общества «Круг художников». Участвовал в выставках «Круга художников» в Ленинграде.
В 1926—1928 годах работал экскурсоводом в Русском музее. В 1928—1930 годах член общества «Октябрь». С 1932 года член Союза художников.
В 1937—1941 годах консультант по народному и самодеятельному искусству в Ленинградском областном управлении по делам искусств, в эти годы преподавал в изостудиях в Ленинградской области. Осенью 1941 года участвовал в окопных работах и в спасении ценностей Эрмитажа. Из блокады выехал в марте 1942 года.
В 1942—1943 годах жил в Сибири. В 1943/1944 учебном году замдиректора по учебной части в Уральском художественном училище в Свердловске. В Ленинград вернулся в 1945 году.
После 1956 года участвовал в выставках как акварелист, график, керамист.
Скончался в Ленинграде 8 мая 1971 года.

## Семья
- Сын — Владимир Британишский (1933—2015), русский поэт, прозаик, литературовед, переводчик.
- Брат — Григорий Романович (Гирш Рувелевич) Британишский (1895—1965), кардиолог, основатель кардиологического отделения Больницы Ленина (Покровской больницы), заведующий кафедрой в Ленинградском институте усовершенствования врачей им. С. М. Кирова. Его сын — Роман Григорьевич Британишский (1923—1988), конструктор и исследователь в области телевизионной техники.

## Память
Персональные посмертные выставки в 1983 году — в Доме писателя в Ленинграде, в 1991 году — в государственном музее "Царскосельская коллекция" в г. Пушкине, в 1997 и в 2012 годах — в Музее Ахматовой в Петербурге.

## Работы находятся в собраниях
- Русский музей, Санкт-Петербург.
- Третьяковская галерея, Москва (несколько графических работ из коллекции книговеда и искусствоведа А. А. Сидорова)
- Государственный музей изобразительных искусств им.А.С.Пушкина
- Государственный литературный музей в Москве (автолитографии по мотивам повести Н. В. Гоголя «Нос»)
- Российская национальная библиотека в Москве (автолитографии)
- Музей А. С. Пушкина в Москве (блюда по мотивам пушкинских сказок)

1 Д. Я. Северюхин, О. Л. Лейкинд «Золотой век художественных объединений в России и СССР (1820—1932)». Справочник. Изд-во Чернышева. Петербург. 1992 с. 121